# Gregor Židan
Gregor „Grega” Židan (ur. 5 października 1965 w Lublanie) – słoweński piłkarz występujący na pozycji pomocnika, czasem obrońcy.
Židan zagrał w 19 meczach reprezentacji Słowenii.
Reprezentował również Chorwację, zagrał jeden towarzyski mecz przeciwko USA (17 października 1990). Mecz jednak nie jest uznany za oficjalny przez FIFA, ponieważ w tym czasie Chorwacja była jeszcze częścią Jugosławii.